# Commission d'experts (Chili)
Palais de l'ancien Congrès national (es).
Ancien palais du Congrès national
La Commission d'experts (Chili) est l'un des deux organes créés pour accompagner la rédaction d'une nouvelle Constitution par la seconde Assemblée constituante. Son objectif est la rédaction d'une nouvelle Constitution pour l'Assemblée, avant que cette dernière ne commence ses travaux, puis le texte de la Commission servira de contribution.
Elle est instituée par la loi no 21533, publiée le 17 janvier 2023, qui a modifié la constitution politique chilienne pour inclure le second processus de rédaction d'une nouvelle constitution. La Commission est composée de 24 commissaires.

## Contexte
Après la défaite de l'approbation du texte de la première Assemblée constituante lors du référendum du 4 septembre 2022, une table de négociation est mise en place le 12 septembre 2022 au Congrès national avec la représentation de toutes les forces politiques du pays, dans laquelle certains partis se sont retirés avant ou après le processus de négociations, comme le Parti républicain et du Parti populaire.
La discussion a porté principalement sur la composition de l'éventuelle nouvelle assemblée. Tandis que l'opposition — qui avait soutenu le rejet de la proposition constitutionnelle — était favorable à un organe totalement ou partiellement nommé par le Congrès, la coalition gouvernementale et les partis au pouvoir souhaitaient une assemblée similaire à celle de 2021. La discussion s'est bloquée pour cette raison à plusieurs reprises, faisant presque éclater la table des négociations en décembre, principalement en raison du souhait d'un parti de créer un conseil d'experts.
Les partis qui ont refusé de participer aux négociations ont créer une instance parallèle temporaire, dans laquelle, entre autres, un nouveau type de processus constituant a été proposé pour voir si les citoyens voulaient toujours une nouvelle Constitution,.
Le 12 décembre, après trois mois de négociations, un document a été rédigé qui établissait à la fois des bases de contenu et le travail de trois organes différents pour la rédaction d'une nouvelle Constitution. Ce document a été présenté, nommé « Accord par le Chili », par les présidents de la Chambre des députés et du Sénat. Le président du Sénat a annoncé que le projet rédigé par les experts servirait de « contribution » à la discussion du conseil constitutionnel élu.

## Organisation et rôle
La Commission d'experts sera installée au Palais de l'ancien Congrès national du Chili le 6 mars 2023. La séance inaugurale sera dirigée par le doyen des commissaires Hernán Larraín, âgé de 75 ans. La présidence de la Commission sera ensuite élue, qui sera composé d'un président et un vice-président : la personne qui obtiendra la majorité des voix sera élue présidente, et la personne qui obtiendra la deuxième majorité des préférences sera élue vice-présidente, laissant un scénario afin de départager entre les deux plus hautes majorités en cas d'égalité.
Le rôle de la Commission sera d'émettre un projet de nouvelle Constitution qui servira de contribution initiale, et qui sera ensuite discuté par les 50 membres du Conseil constitutionnel à partir du début de leurs travaux le 7 juin,.
Une fois que l'Assemblée sera installée et composée en juin, les commissaires rejoindront cette même Assemblée et pourront assister aux séances et aux commissions, et ils auront également le droit de parole mais pas de vote.
Pour les travaux d'élaboration du projet de Constitution, la Commission d'experts sera subdivisée en 4 commissions composées chacune de 6 commissaires minimum :
- Système politique, réforme constitutionnelle et forme d'État.
- Fonction juridictionnelle et organes autonomes.
- Principes, droits civils et politiques.
- Droits économiques, sociaux, culturels et environnementaux.

Chaque commission pourra se réunir en présence de la majorité absolue de ses membres et les accords seront adoptés au quorum des trois cinquièmes de ses membres. À son tour, la session plénière de la Commission d'experts ne peut se réunir sans le concours d'un tiers de ses membres, et les règlements qui font partie du projet doivent également être approuvés par un quorum des trois cinquièmes des membres.

## Composition
La Commission est composée de 24 commissaires nommés par le Congrès national, la moitié ont été nommés par la Chambre des députés et l'autre moitié par le Sénat, approuvés dans les chambres respectives par les quatre septièmes des membres,.

Composition détaillée par coalitions
Composition détaillée par partis

### Groupes parlementaires
| Groupe | Groupe                   | Groupe                                | Groupe                    | Membres |
| ------ | ------------------------ | ------------------------------------- | ------------------------- | ------- |
|        | Chile Vamos              |                                       | Rénovation nationale      | 5       |
|        | Chile Vamos              | Union démocrate indépendante          | 4                         |         |
|        | Chile Vamos              | Evópoli                               | 1                         |         |
|        | Socialisme démocratique  |                                       | Parti socialiste          | 3       |
|        | Socialisme démocratique  | Parti pour la démocratie              | 2                         |         |
|        | Socialisme démocratique  | Parti libéral (es)                    | 1                         |         |
|        | Approbation dignité      |                                       | Parti communiste du Chili | 1       |
|        | Approbation dignité      | Convergence sociale                   | 1                         |         |
|        | Approbation dignité      | Révolution démocratique               | 1                         |         |
|        | Approbation dignité      | Fédération régionaliste verte sociale | 1                         |         |
|        | Parti démocrate-chrétien | Parti démocrate-chrétien              | Parti démocrate-chrétien  | 2       |
|        | Parti républicain        | Parti républicain                     | Parti républicain         | 1       |
|        | Indépendant              | Indépendant                           | Indépendant               | 1       |

## Présidence
Lors de l'installation de la Commission le 6 mars 2023, les 24 experts ont nommé à l'unanimité, sans vote, les experts Verónica Undurraga et Sebastián Soto en tant que présidente et vice-président, prouvant le caractère technique et transpartisan de la commission.
| Fonction       | Nom | Nom                | Groupe politique | Groupe politique         |         |
| -------------- | --- | ------------------ | ---------------- | ------------------------ | ------- |
| Présidente     |     | Verónica Undurraga |                  | Parti pour la démocratie |         |
| Vice-président |     | Sebastián Soto     |                  | Evópoli                  | Evópoli |